# Na opukách
Na opukách je přírodní památka poblíž města Volyně v okrese Strakonice. Chráněné území zaujímá návrší (kóta 583 m) jihovýchodně od vesnice Zechovice, po pravé straně silnice I/4 z Volyně do Čkyně.
Důvodem ochrany je krajinářsky významné území s rozptýlenou zelení a fragmenty nelesních společenstev. Roste zde např. vstavač kukačka (Orchis morio), vratička měsíční (Botrychium lunaria), kruštík tmavočervený (Epipactis atrorubens), kokrhel luštinec (Rhinanthus alectorolophus), vikev hrachorovitá (Vicia lathyroides), bradáček vejčitý (Listera ovata), vičenec ligrus (Onobrychis viciifolia), vítod chocholatý (Polygala comosa) a řada dalších. Území je bohaté na řadu druhů růží (Rosa), z nichž nejvzácnější je růže malokvětá (Rosa micrantha). Vzácný motýl modrásek černoskvrnný (Maculinea arion) nebyl na lokalitě již potvrzen, na území přírodní památky se však stále vyskytuje modrásek vikvicový (Polyommatus coridon), který patří k ustupujícím druhům v ČR.